# Jordbruk i Finland

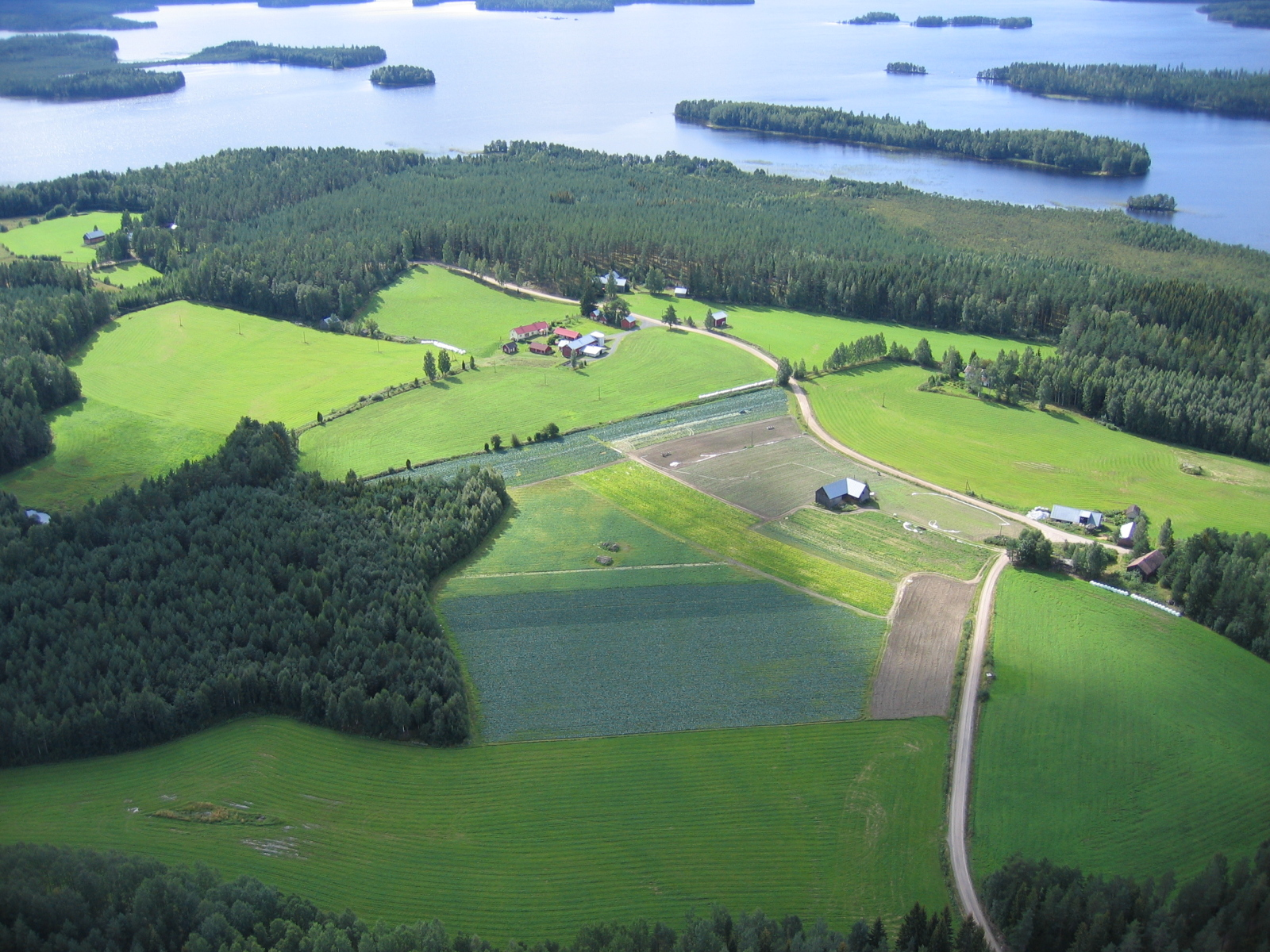
Åkerlandskap i Mäntyharju.

Jordbruket i Finland påverkas av landets nordliga läge. Det är ett av de nordligaste länderna i världen där jordbruk bedrivs i någon större omfattning och på grund av detta är odlingsbetingelserna inte lika goda som i stora delar av Mellaneuropa. Växtperioden, det vill säga det antal dagar vars medeltemperatur överstiger +5°C, är omkring 175–180 dagar vid landets södra kust, 160 dagar i trakten kring Vasa och endast 130 i Rovaniemi. I Mellaneuropa är växtperioden omkring 260 dagar. Längre söderut är det möjligt att odla växter året runt. Den korta växtperioden i Finland gör att kapacitetsutnyttjandet av mark, maskiner och byggnader är lägre än på sydligare breddgrader. Den korta växtperioden och därmed sammanhängande låga skördenivån tenderar att öka kostnaden per producerad enhet av odlingsväxt. 

## Nutida förhållanden
Det finländska jordbruket bygger på familjejordbruk. Av gårdarna är det absolut största antalet i privat ägo. Endast under 1% av det totala antalet gårdar befinner sig i annan än enskilda personers, dödsbons eller familjebolags ägo. År 2002 beräknades antalet aktiva lantbruksenheter som idkar produktionsverksamhet vara sammanlagt drygt 75 000 med en genomsnittlig åkerareal om 29,9 hektar per gård. Detta betyder omkring 1,4 personer per enhet. År 2002 beräknades 106 000 personer eller 4,5% av den arbetsföra befolkningen få sin utkomst ur jordbruket och 21 000 eller 0,9% ur skogsbruk. Jordbrukets andel av bruttonationalprodukten uppgår till 1,4% och skogsbrukets till 2,1%.
Inom husdjursskötseln intar mjölkproduktionen en viktig ställning. Mjölk- och nötköttsproduktionen dominerar speciellt landets mellersta, östra och norra delar. Svin- och äggproduktionen däremot är till stor del koncentrerad till sydväst. År 2002 var intäkterna från husdjursproduktionen 1 465 miljoner euro, eller ungefär fyra gånger större än intäkterna från växtodling, 338 miljoner euro. Husdjursskötseln är betydligt mindre känslig för växlingar i väderleken än växtodlingen. Inom svinköttproduktionen förekommer relativt stora prissvängningar vilka har följdverkningar på produktionen.
Den genomsnittliga skogsarealen för lantbruksenheterna var 2002 58 hektar. Skogsbruket har traditionellt utgjort en viktig binäring för jordbrukarna. Skogen utgör ännu idag en viktig finansieringskälla som dock måste skötas med ett långt tidsperspektiv. Andra viktiga landsbygdsnäringar är biodling, fjäderfäproduktion, fruktodling, fårproduktion, pälsdjursuppfödning, renskötsel, trädgårdsodling och landsbygdsturism.
Konsumtionen av livsmedelsprodukter förändras sakta och detta inverkar i sin tur på jordbruket. Finländarnas konsumtion av fjäderfäkött mer än fördubblades under perioden 1992–2002, medan konsumtionen av flytande mjölk och smör minskade. Konsumtionen av spannmål och grönsaker ökade något under motsvarande tid.

## Historia

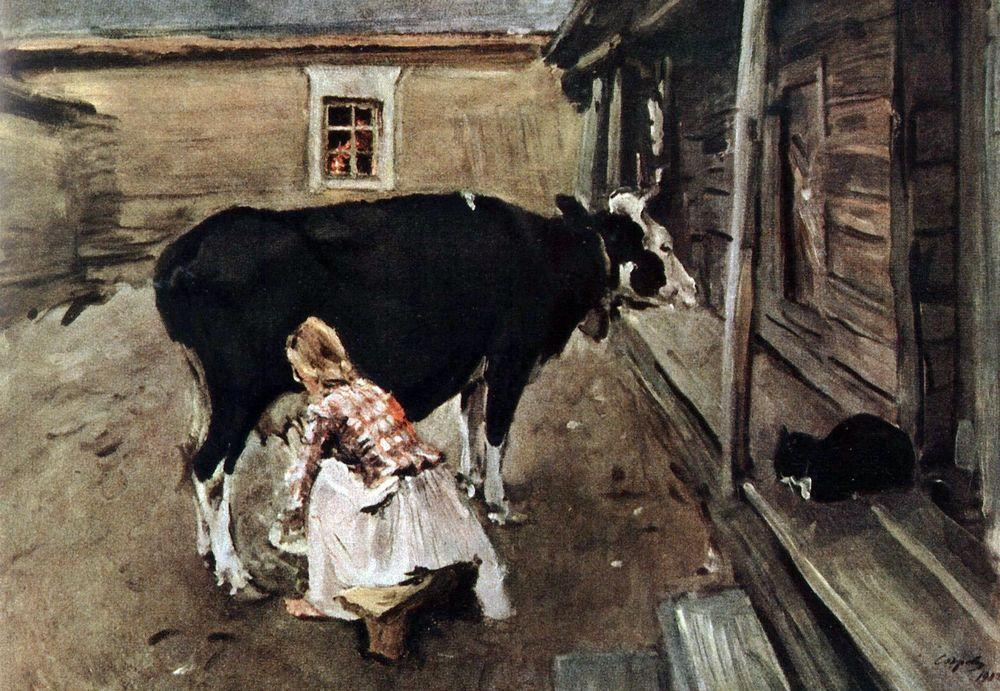
Bondgård i Finland, målning av Valentin Serov (1902).

### Under äldre tid
Jordbruket var ända fram till 1700-talets senare hälft en typiskt statisk näringsgren. Tegskiftet sammanförde böndernas jord i gemensamma fält där var och en brukade enstaka tegar. På så sätt hade en tvångsgemenskap uppstått, vilket hindrade bönderna att förkovra sitt jordbruk och dämpade intresset för nya metoder. Svedje- och kyttlandsbruket var allmänt, jordbruksredskapen ålderdomliga, ansenliga arealer låg i träda och boskapen betade i skogen. Spannmål odlades antingen i tvåskiftesbruk med omväxlande säd och träda eller i treskiftesbruk med två år säd och ett år i träda. Boskapsskötseln var synnerligen outvecklad. Dylika primitiva odlingsmetoder tillämpades ända tills nya idéer om rationell växtodling på 1800-talet började slå igenom i det avlägsna Finland. Att bryta mark för odling var det vanligaste sättet att öka jordbruksproduktionen, då förutsättningarna att förbättra hektarskördarna saknades.
I och med fysiokratismens genombrott kring mitten av 1700-talet började myndigheterna ivra för jordbrukets förkovran. Den tidigare förhärskande merkantilismen hade ensidigt gynnat handel och industri. Storskiftet kom i gång 1775, men det skulle dröja närmare hundra år innan detta jättearbete var genomfört. Storskiftet inverkade genomgripande på åkerbrukets bedrivande, då den gamla hopträngda bybebyggelsen sprängdes. Jordbrukarna tvangs bosätta sig på de av lantmäteriväsendet anvisade fastigheterna. Den för Finland så typiska ströbebyggelsen har uppstått på detta sätt. Tack vare ordinarie ägoförhållanden blev det möjligt att ta i bruk växtföljder, i vilka ingick timotej- och klövervallar, potatis och foderrotfrukter.
Potatisen var i slutet av 1700-talet ännu föga känd i Finland, men under 1800-talets första år skedde härvidlag ett verkligt genombrott, inte minst tack vare Finska hushållningssällskapets energiska insatser. Under den tsarryska eran kunde emellertid billig rysk säd införas tullfritt till landet, vilket ledde till att brödsädesodlingen blev olönsam. Svåra sociala jordbesittningsförhållanden ställde dessutom hinder i vägen för utnyttjandet av jordbrukets naturliga produktionskapacitet. De bästa förutsättningarna fanns inom mjölkboskapsskötseln och det finländska smöret blev en erkänd exportvara på världsmarknaden. Jordbrukets produktionsmönster lades sålunda helt om med vallväxter och fodersäd på åkrarna och mjölkboskapen som dominerande produktionsgren inom jordbruket.

### Efter självständighetsförklaringen
Efter det att Finland blivit självständigt 1917 gällde det i första hand att trygga landets livsmedelsförsörjning. Man försökte främja livsmedelsproduktionen genom att röja ny åkermark, eftersträva bättre skördar och särskilt öka brödsädesproduktionen. Genom nyodlingsverksamheten ökade landets åkerareal under perioden 1920–1939 med över 600 000 hektar. Den ekonomiska världsdepressionen som tog sin början 1929 innebar svårigheter för lantbruket och ledde bland annat till förhöjda tullar och inmalningstvång på inhemsk spannmål. Senare hälften av 1930-talet kännetecknades av ett stort uppsving med goda skördar och skapande företagsamhet.
Andra världskriget som bröt ut i september 1939 innebar svårigheter för jordbruket. Genom Moskvafreden 1940 decimerades åkerarealen med omkring 11%. Vid andra världskrigets slut rådde en skriande brist på livsmedel och andra förnödenheter. En central målsättning för jordbrukspolitiken blev att öka livsmedelsproduktionen. Erfarenheterna från krigstiden spelade en stor roll för lantbrukspolitiken under efterkrigstiden. En av de centrala målsättningarna blev att trygga självförsörjningen på livsmedelsområdet. Detta lyckades man med småningom. Produktionen av mjölkprodukter ökade och övergick i överproduktion på 1960-talet. Av denna orsak infördes olika slag av produktionsbegränsningsåtgärder, bland annat åkerreserveringslagen 1969. Genom denna lag "paketerades" åkrar, det vill säga togs ur produktionen mot en viss ersättning. Som mest omfattade åkerpaketeringssystemet 205 000 hektar 1973. För många jordbrukare, speciellt i glesbygden, kändes detta system tungt. Ett land som trettio år tidigare lidit brist på livsmedel började nu medvetet betala ersättning för att man tog åkermark ur produktion. Kritiken mot åkerreserveringslagens effekter i utvecklingsområdena ledde till att systemet småningom upphörde. I stället vidtogs andra produktionsbegränsningsåtgärder. År 1985 introducerades ett system med mjölkkvoter, det vill säga ett tvåprissystem för mjölk.  År 1991 infördes tvångsträda, varigenom jordbrukarna blev tvungna att träda 15% av den odlade arealen.

### Efter EU-inträdet
En betydande förändring i jordbrukspolitiken skedde 1995 då Finland blev medlem i Europeiska unionen (EU) och en del av den gemensamma jordbruksmarknaden. Den tidigare nationella jordbrukspolitiken ersattes med den för hela EU gemensamma jordbrukspolitiken. Producentpriserna föll i snitt med 40%, inom brödsädesodlingen med upp till över 60%. De minskade försäljningsintäkterna ersattes delvis med direkta stöd som är bundna till åkerareal eller djurenheter, vilket i viss mån verkat negativt på företagsamheten. Överlag har administrationsarbetet och pappersexercisen ökat, bland annat måste en komplicerad stödansökningsblankett fyllas i och sändas till jordbruksmyndigheterna. I syfte att bestämma storleken på de olika stödformerna är landet uppdelat i tre regioner, A-, B- och C-områden. Till A- och B-området hör södra Finland (bland annat Nyland och Åland), medan till exempel Österbotten hör till C-området. Storleken på de olika stöden beror främst på stödområde, odlingsareal och antal djurenheter.
De investeringsstöd som den nya jordbrukspolitiken har omfattat har lett till en relativt omfattande ökning i storleken på jordbruksföretagen, samtidigt som minskningen av antalet gårdar har försnabbats. Den nya omgivning som EU-medlemskapet inneburit har ökat både importen och exporten av jordbruksprodukter. Totalproduktionen av jordbruksprodukter har förblivit på samma nivå trots att en viss förändring i produktionens sammansättning ägt rum. Inom husdjursproduktionen har produktionen av fårkött minskat och delvis ersatts av import. Produktionen av fjäderfäkött (kyckling och kalkon) har i sin tur mer än fördubblats under tioårsperioden 1992–2002.
Jordbruket påverkas numera starkt av omvärlden. Den fortgående utvidgningen av EU:s gemensamma marknad samt förhandlingarna om världshandelns liberalisering kan komma att inverka på jordbrukets inriktning och struktur.